# Arenaria radians
Arenaria radians es una especie de planta de flores perteneciente a la familia  Caryophyllaceae. Es endémica de Ecuador donde se encuentra en la Provincia de Chimborazo. Su hábitat natural son los herbazales tropicales y subtropicales en grandes alturas. Está tratada en peligro de extinción por pérdida de hábitat. 

## Hábitat
Una hierba terrestre endémica de Ecuador en donde se conoce a partir de una única colección por K. Hartweg en 1841-1842 en el Volcán Chimborazo o Los Ilinizas. Se necesita una intensa búsqueda en estas áreas para evaluar el estado actual de conservación de la especie. No hay ejemplares de esta especie en los museos ecuatorianos. La destrucción del hábitat es la única amenaza que se sabe de la especie.

## Taxonomía
Arenaria radians fue descrita por George Bentham   y publicado en Plantas Hartwegianas imprimis Mexicanas 163. 1845.
Etimología
Arenaria: nombre genérico que deriva del término latino arenarius  = "de arena, arenoso". Adjetivo sustantivado: la planta a la que J.Bauhin dio este nombre en 1631 vive en terreno arenoso.
radians: epíteto latino 